# Zbarascy herbu własnego

Herb własny książąt Zbaraskich

Posiadłości ziemskie Wiśniowieckich, Zbaraskich i Zasławskich w I Rzeczypospolitej (czerwony) na tle posiadłości innych rodów magnackich

Zbarascy – magnacki ród książęcy, pieczętujący się herbem Korybut, będący gałęzią rodu kniaziów Nieświckich, którzy przybrali nowe nazwisko od znajdującego się w ich posiadaniu Zbaraża na Wołyniu.

## Członkowie rodu
- Michał Zbaraski Wiśniowiecki (zm. w 1517 r. lub następnym) – kniaź, protoplasta rodu Wiśniowieckich
- Mikołaj Zbaraski (zm. 1574) – starosta krzemieniecki
- Jerzy Zbaraski (zm. 1580) – starosta piński i sokalski
- Stefan Andrejewicz Zbaraski (ur. ok. 1518, zm. 1585) – wojewoda trocki i witebski
- Janusz Zbaraski (ur. przed 1553, zm. 1608) – wojewoda bracławski
- Jerzy Zbaraski (ur. ok. 1573, zm. 1631) – kasztelan krakowski
- Krzysztof Zbaraski (ur. ok. 1580, zm. 1627) – koniuszy wielki koronny

## Pałace, zamki, dwory

### na Wołyniu

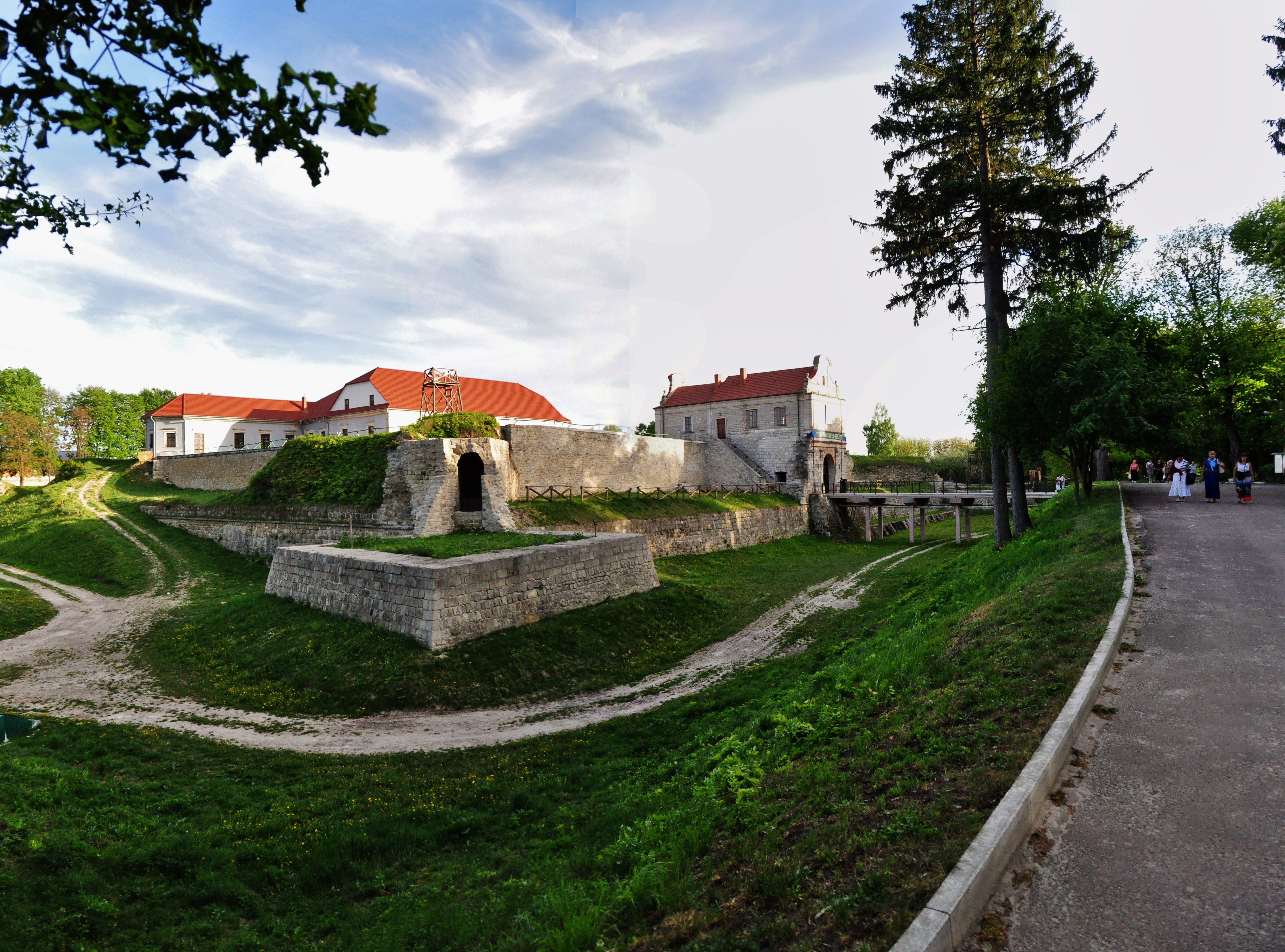
Zamek w Zbarażu
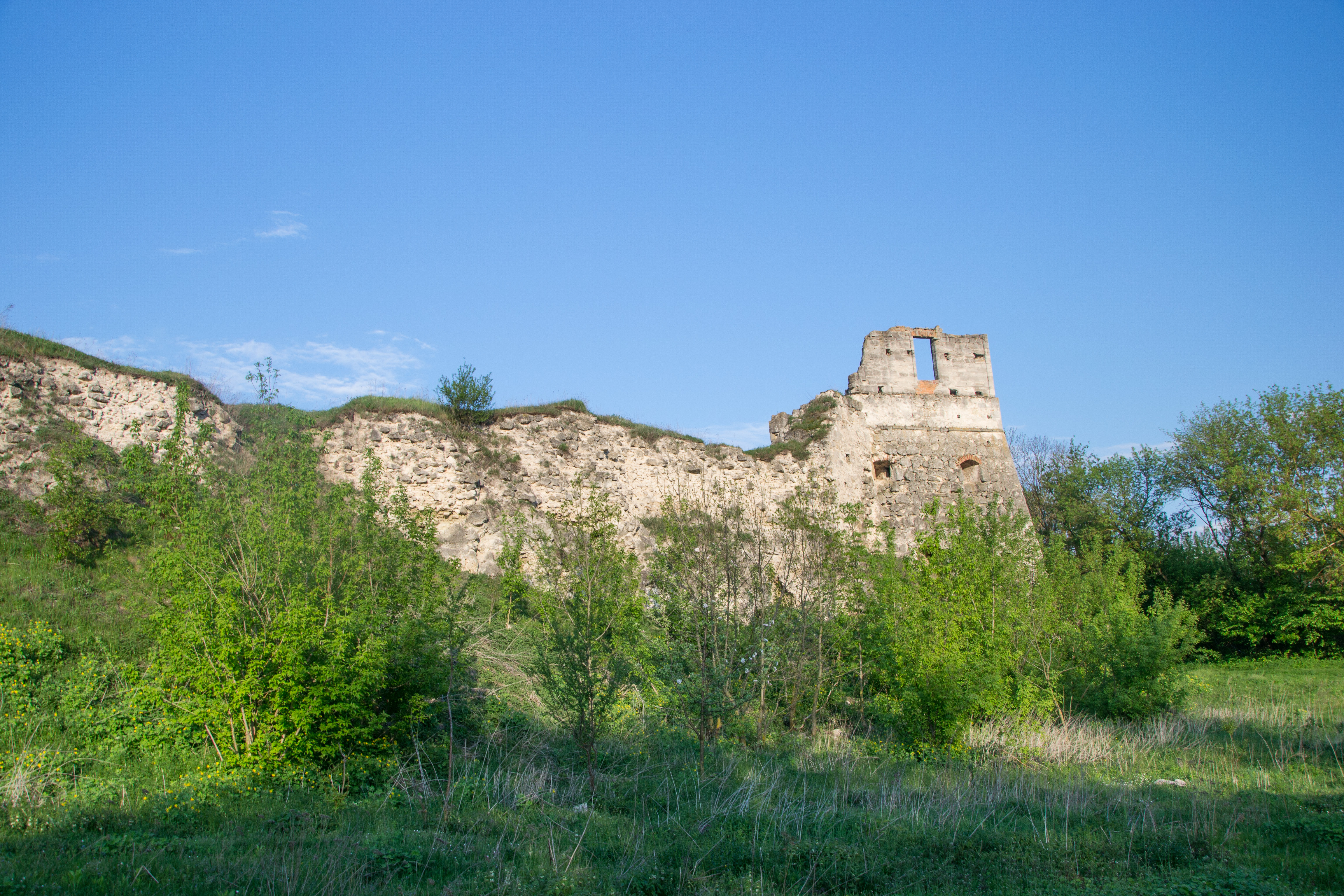
Pozostałości zamku w Tokach

Inne siedziby rodu:
- ruiny zamku w Białokrynicy (obok pałac Czosnowskich)
- niezachowany zamek w Zbarażu Starym

### wMałopolsce

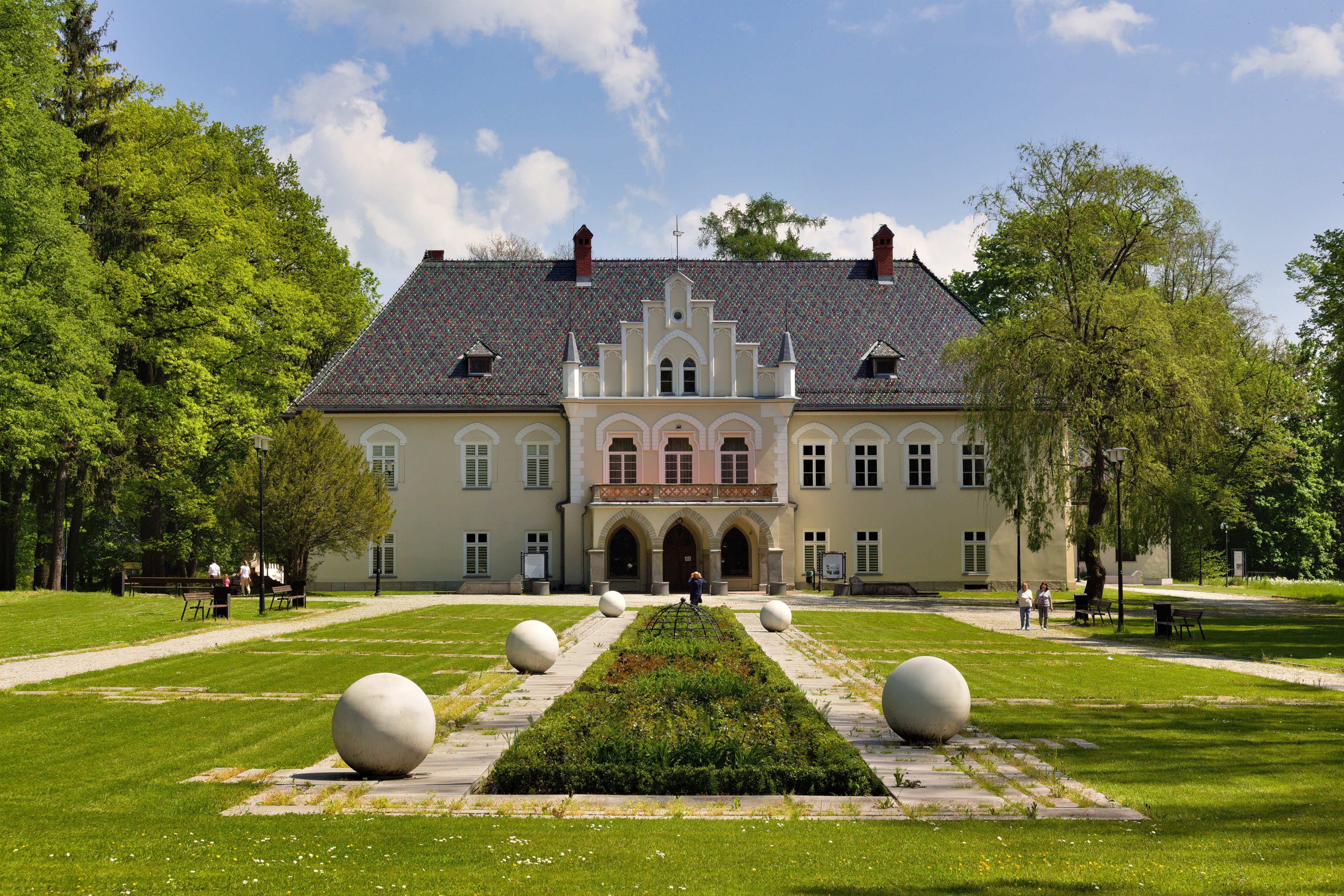
Dwór w Łodygowicach
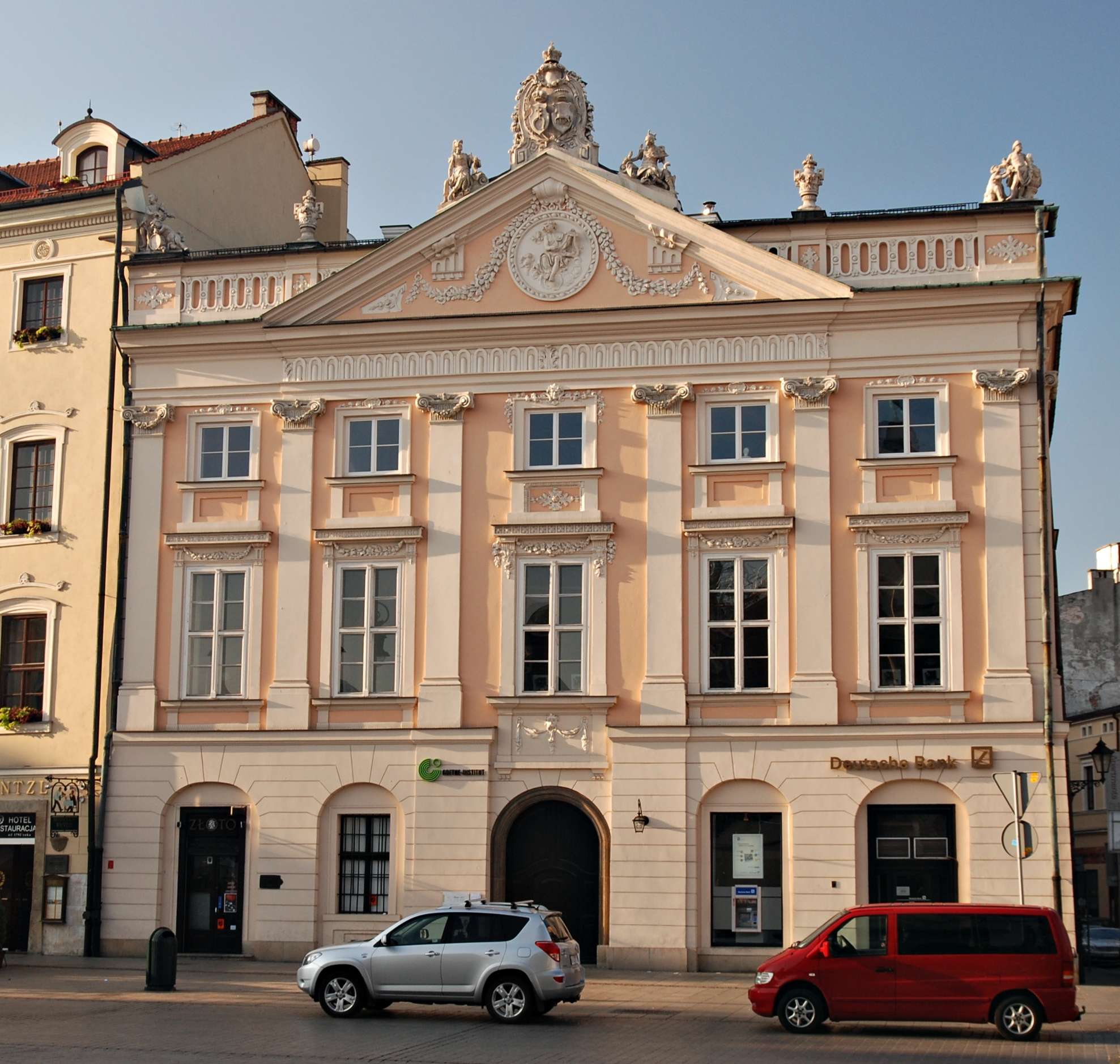
Pałac Zbaraskich w Krakowie
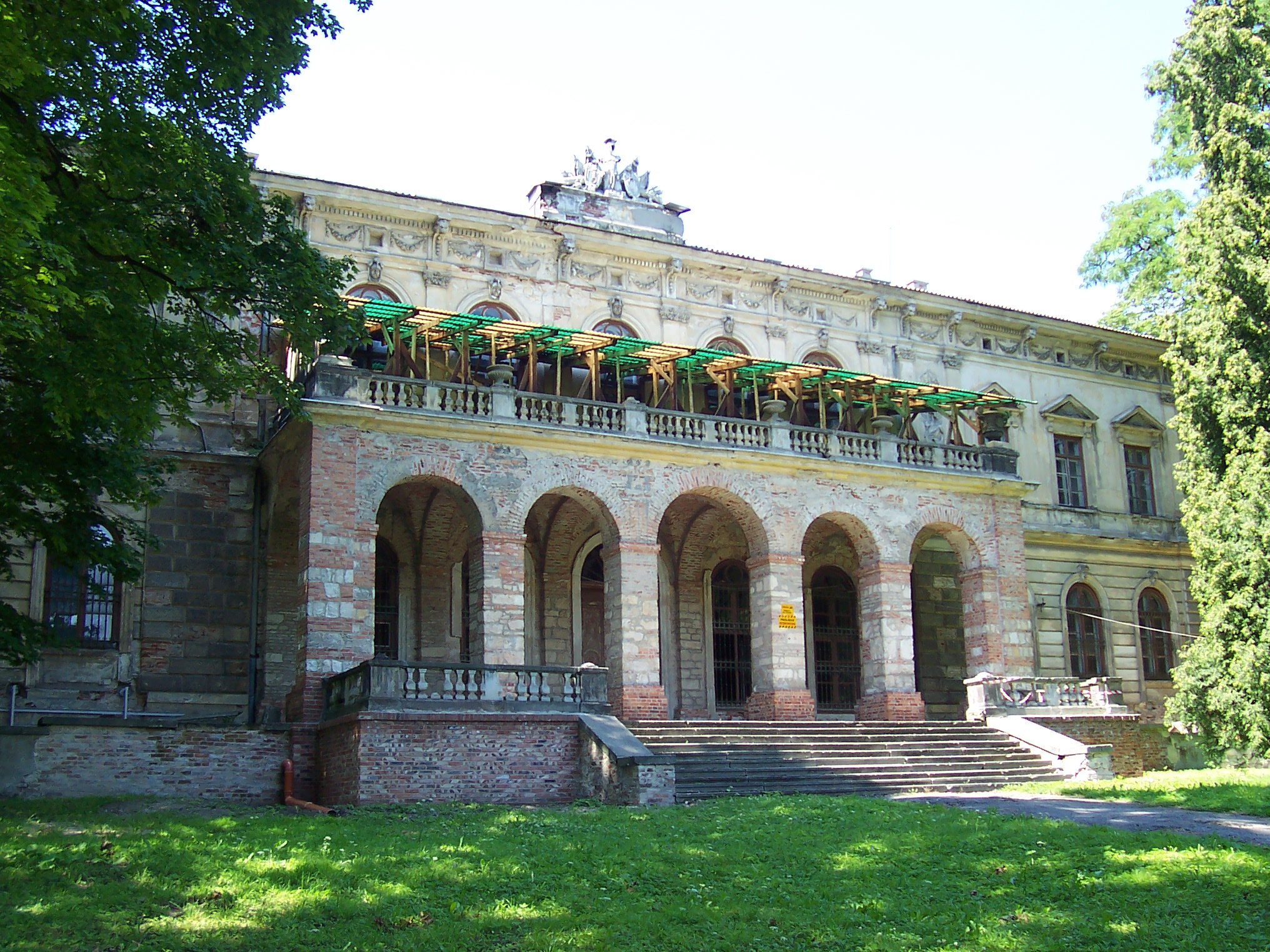
Zamek w Pilicy
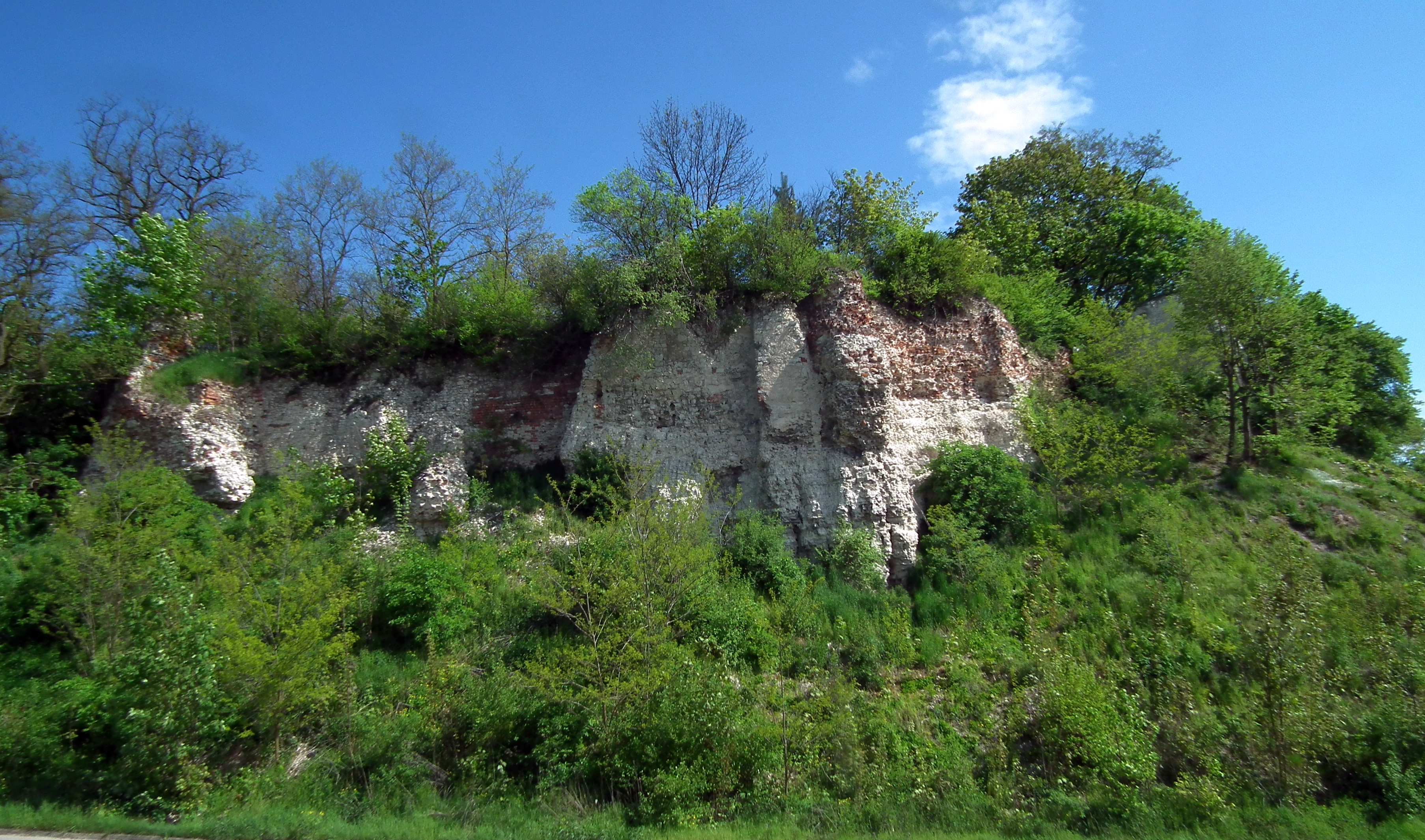
Pozostałości zamku w Solcu nad Wisłą

## Kontrowersje
W XIX wieku historyk Kazimierz Stadnicki, zakwestionował pogląd o litewskim (od wielkiego księcia Gedymina) rodowodzie książąt Zbaraskich i wywodzących się od nich Wiśniowieckich. Pretekstem do tego było odnalezienie przez Stadnickiego zapisu, że wszyscy synowie Korybuta Dymitra zeszli z tego świata bezpotomnie. Hipotezę oprotestował Józef Puzyna.

## Badania genetyczne
Pochodzenie Zbaraskich od Ruryka zostało ostatnio potwierdzone badaniami genetycznymi, na co zwrócił uwagę Mariusz Kowalski w książce Księstwa Rzeczpospolitej (2013). Badaniom haplogrupy y-dna poddał się żyjący współcześnie przedstawiciel rodu Woronieckich, wywodzący się w linii męskiej, podobnie jak Zbarascy, od Nieświckich. Układ markerów zawartych w chromosomie Y Woronieckich okazał się identyczny z układem, jaki posiadają żyjący współcześnie przedstawiciele rodów wywodzących się niewątpliwie od Ruryka: Puzynowie, Massalscy, Gagarinowie, Kropotkinowie, Putiatynowie.

## Literatura
- Zbigniew Anusik. Latyfundia książąt Zbaraskich w XVI i XVII wieku. „Przegląd Nauk Historycznych”. 1(VIII), 2009.